# Arthropteris tenella
Arthropteris tenella là một loài dương xỉ trong họ Tectariaceae. Loài này được G. Forst. J. Sm. ex Hook. f. mô tả khoa học đầu tiên năm 1854.

## Hình ảnh

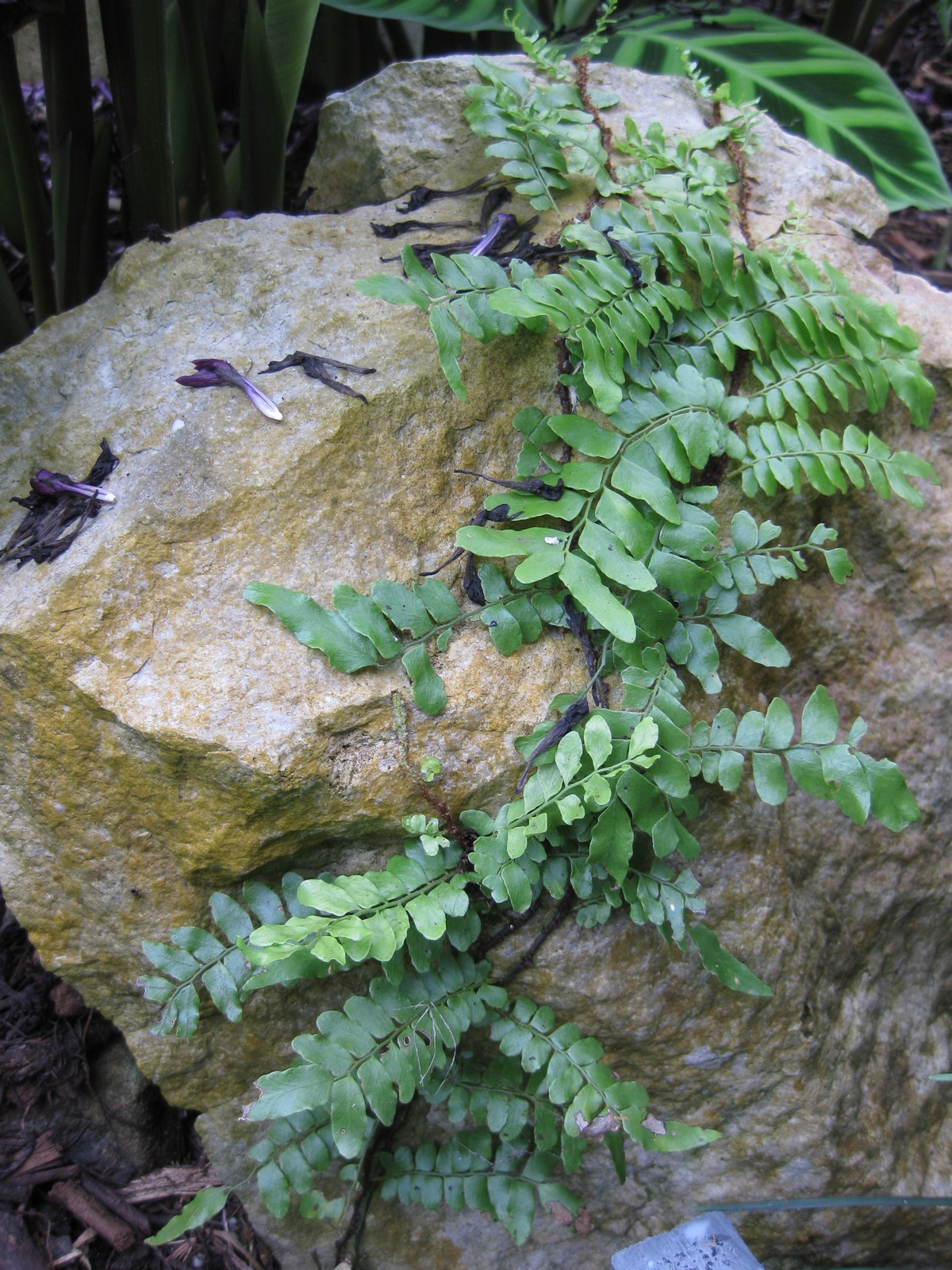
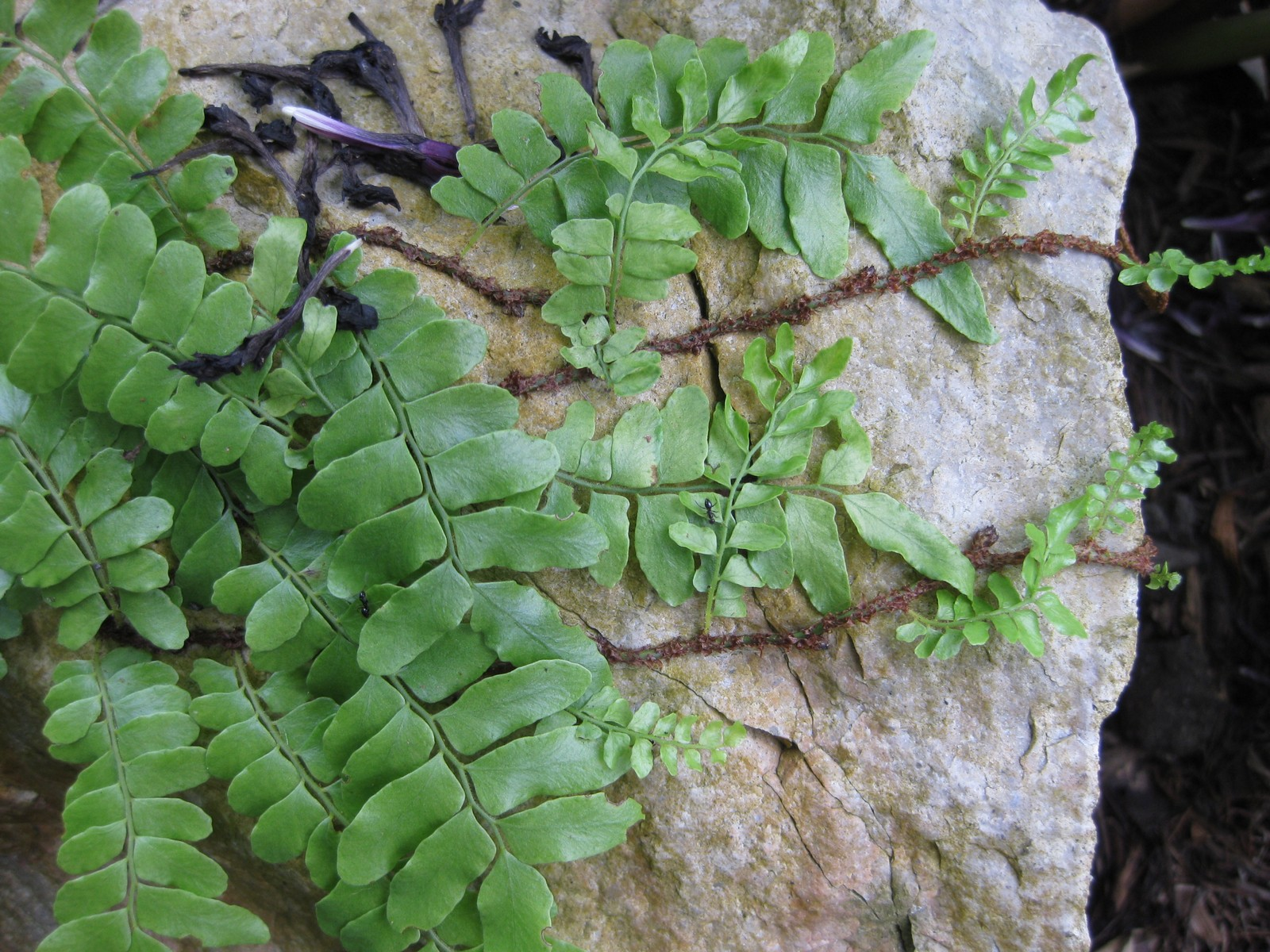
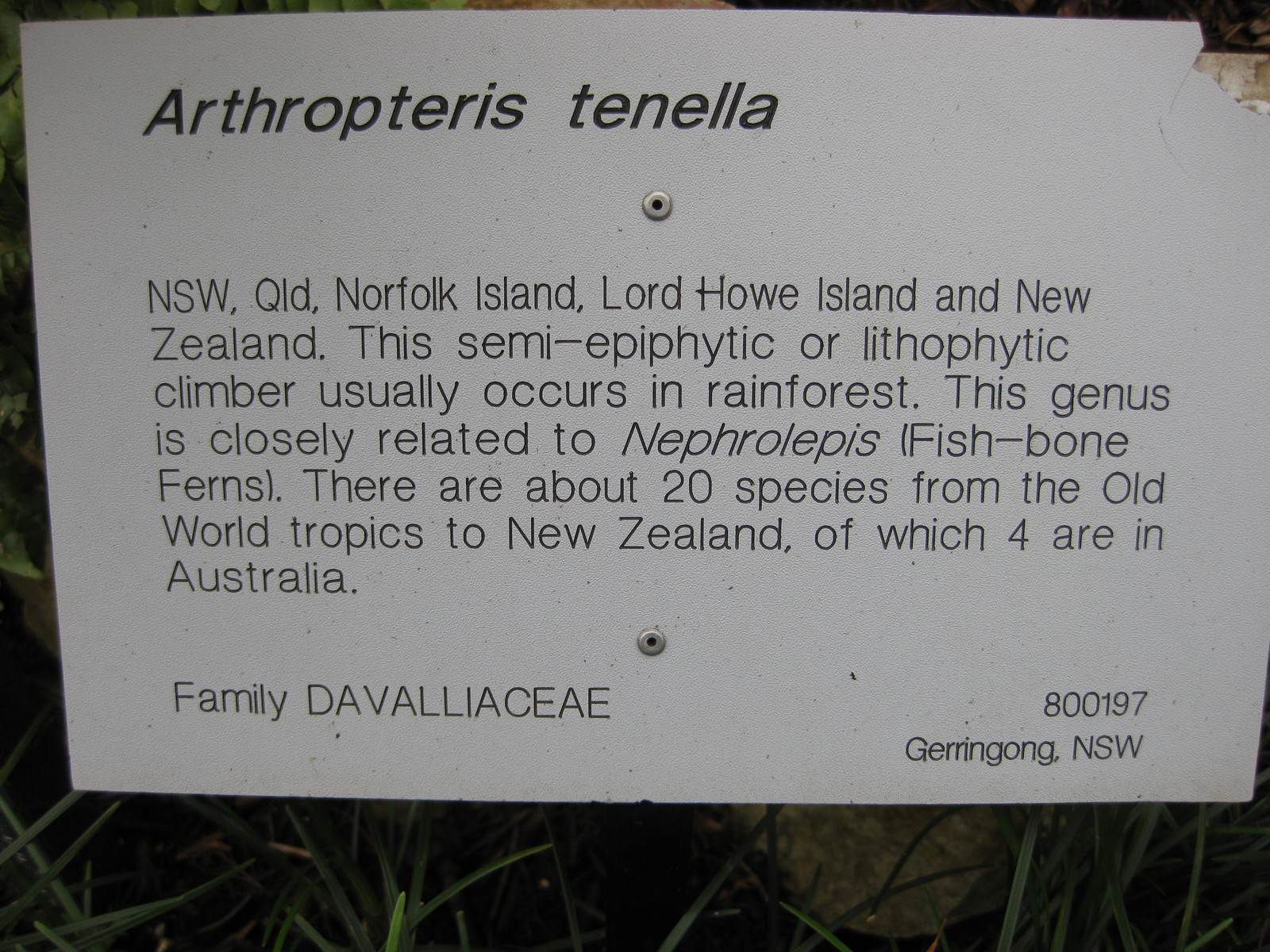